# Кондратович, Ириней Михайлович
Ириней Михайлович Кондратович (укр. Іриней Михайлович Кондратович; 18 марта 1881, Унгвар, Венгерское королевство (ныне Ужгород) — 19 мая 1957, Ужгород, УССР) — украинский журналист, историк, писатель
, культурный и церковный деятель Подкарпатской Руси, греко-католический, а затем православный священник.

## Биография
В 1899 году окончил Ужгородскую гимназию, в 1903 году — Ужгородскую греко-католическую богословскую семинарию. Преподавал в Ужгородской учительской семинарии.
В 1904 году был рукоположён в сан священника. Служил в селе Колоницы (ныне Прешовский край, Словакия).
Участник Первой мировой войны, капеллан австро-венгерской армии. В 1921—1938 годах — настоятель церкви в селе Гунковце (ныне Прешовский край, Словакия), в 1938—1949 годах — в селе Ёвре (ныне Сторожница, Ужгородский район Закарпатской области Украины.
В 1928 году стал членом епархиальной консистории. Вице-президент «Подкарпатского общества наук» (1941—1944). Советник Мининистерства образования Венгрии (с 1942). Член общества имени А. Духновича.
После установления советской власти на Закарпатье в 1949 году перешёл в состав Русской православной церкви (РПЦ), возглавлял инициативную группу по воссоединению греко-католиков с РПЦ.

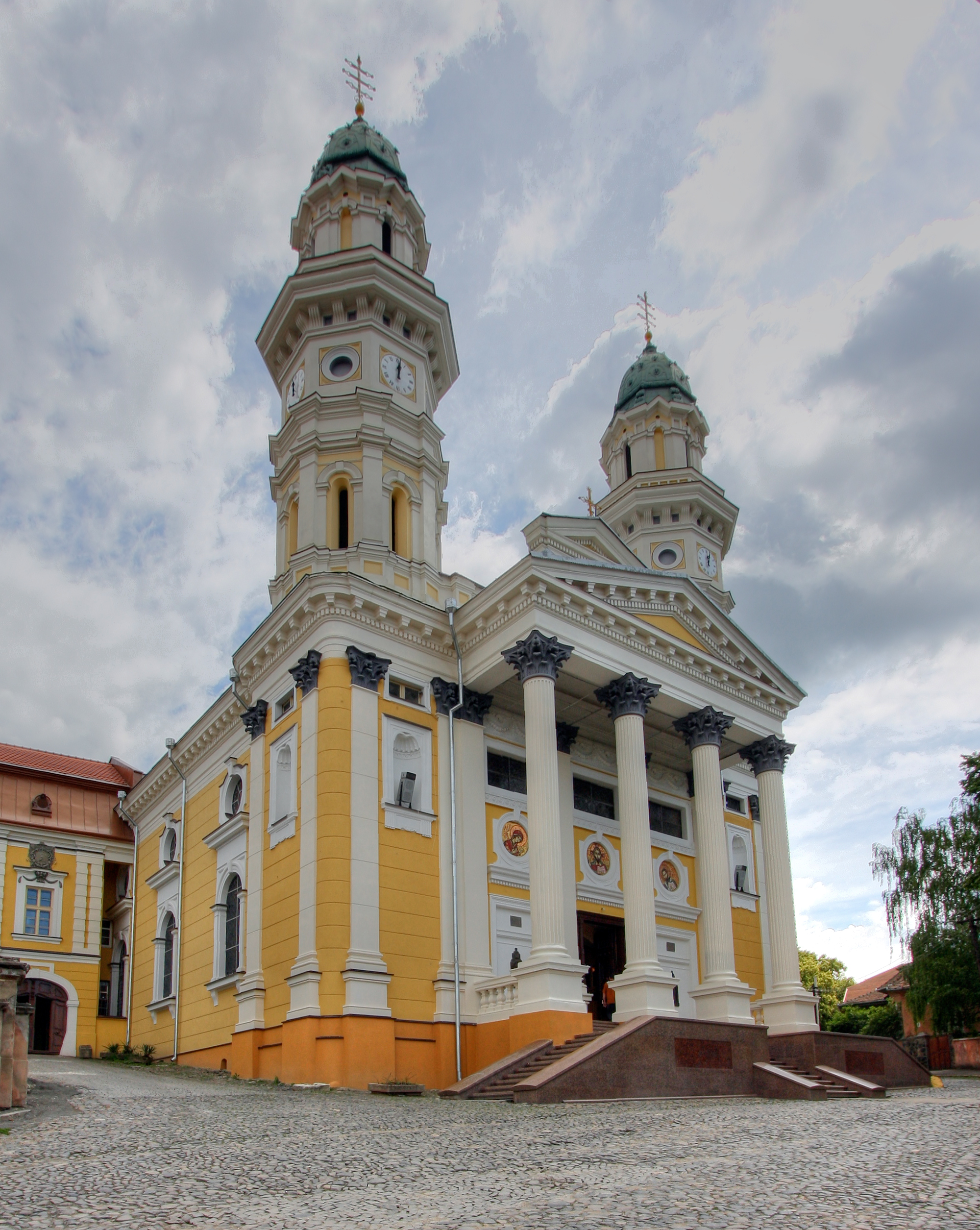
Крестовоздвиженский собор (Ужгород)

В 1949 году возведён в сан протоиерея. В 1949—1952 годах — настоятель Ужгородского Крестовоздвиженского собора. В 1952—1957 годах служил в сёлах Доманинцы (ныне в составе Ужгорода) и Сторожница. В 1957 году назначен благочинным, но к обязанностям не приступил.
Занимался исследованиями в области русинской истории и популяризации её главных событий.
Автор четырёх учебников по религиоведению (на словацком языке). В 1920—1940-х годах выступал с историческими статьями и исследованиями, поднимал актуальные и дискуссионные вопросы, публиковался в журнале «Карпаторусский вестник».

## Избранные публикации
- «Рукописный Мѣсяцесловъ изъ 1805 года», 1922;
- «Стародавна краинска граница и ей остатка въ Ужанской жупѣ», 1923;
- «Исторія Подкарпатскоѣ Руси для народа», 1924. (Изд. 1925; 1930; 1991);
- «Историческое скоморошество. Дачто о поселеніяхъ русиновъ»; «Синьо-жолтый прапоръ и червеный медвѣдь», 1924);
- «Подкарпатська Русь» («Додатки к исторіѣ шкôльництва Пôдкарпатскоѣ Руси», 1924;
- «Стремлѣня за руську печатню на Пôдкарпатскôй Руси и памятники старопечатных церковных книг»
- «Борьба за руський язык в Ужгородскôй гимназіи», 1927;
- «Памятка съ Клокочовского отпуста. Съ исторіею чудотворного образа и съ пѣснями», 1927;
- «Къ исторіи стародавняго Ужгорода и Подкарпатской Руси до XIV вѣка», 1928;
- «Очерки изъ исторіи Мукачевской епархіи», 1931;
- «Из нашой исторіѣ. Кто мы?», 1935;
- «Стародавна вѣра наших предков», 1935;
- «Из древней жизни подкарпаторусскаго народа», 1936.
- «Алексѣй Леонидовичъ Петровъ и новые пути карпаторусской исторіографіи», 1936;
- «Новѣ пути Подкарпатской исторіографіѣ», 1941;
- «Граф Стефан Сейчений, его житя и культурна дѣяльность», 1941.